# Estación de Castellón de la Plana
Castellón de la Plana (en valenciano Castelló de la Plana), o simplemente Castellón, es una estación ferroviaria situada en la ciudad española de Castellón de la Plana. En 2010 recibió cerca de 450 000 viajeros sin contar el tráfico generado por la línea C-6 de la red de Cercanías Valencia.
Fue inaugurada en el año 2000 y sustituye a la antigua estación construida en 1864. Las vías y los andenes se encuentran soterrados. Está ubicada en la calle Pintor Oliet, al oeste del centro urbano.

## Situación ferroviaria
La estación se encuentra en el punto kilométrico 69,2 de la línea férrea de ancho ibérico que une Valencia con San Vicente de Calders a 39.39 metros de altitud.

## Historia
El ferrocarril llegó a Castellón el 26 de diciembre de 1862 con la apertura del tramo Nules-Castellón de la línea que pretendía unir Valencia con Tarragona. Las obras corrieron a cargo de la Sociedad de los Ferrocarriles de Almansa a Valencia y Tarragona o AVT que previamente y bajo otros nombres había logrado unir Valencia con Almansa. Como era habitual el primer recinto fue una estructura provisional que se sustituyó en 1864 por una estación definitiva obra del ingeniero Alejandro Mendizábal. En 1889, la muerte de José Campo Pérez principal impulsor de AVT abocó la misma a una fusión con Norte. Esta primera estación era de planta rectangular y estaba formaba por un cuerpo central de una altura y dos torres de dos alturas en los extremos. Tenía un aspecto sobrio y simétrico. Una escalinata daba acceso a la misma. Un frontón central recogía la mención "Ferrocarril del Norte". La estación conservó dicho diseño sin grandes variaciones hasta 1966 fecha en la cual RENFE titular de la estación desde 1941 realizó reformas en ella.
El 23 de marzo de 1994 el Ministerio de Obras Públicas, la Generalidad Valenciana, la Diputación Provincial de Castellón, el Ayuntamiento de la ciudad y RENFE firmaron un convenio para la construcción de la variante de Castellón que pretendía soterrar parte del trazado a su paso por la ciudad construyendo un túnel bajo los barrios occidentales. El Convenio incluía la construcción de una nueva estación. Para ello se celebró un concurso de ideas que ganó el proyecto titulado "Destino Luz" presentado por Navarro-Nossenta-Nogal Arquitectos. Las obras se iniciaron en 1998 y concluyeron dos años después. Esto supuso el cierre de la antigua estación que se encuentra a escasos metros de la nueva. 
Desde el 31 de diciembre de 2004 Adif es la titular de las instalaciones. 
En marzo de 2017, Adif concluyó las obras de instalación del triple hilo en la línea Valencia-Castellón del Corredor Mediterráneo para permitir la circulación de trenes en ancho UIC y el 22 de enero de 2018 se inauguró el servicio AVE Madrid-Valencia-Castellón de la Plana.

## El edificio

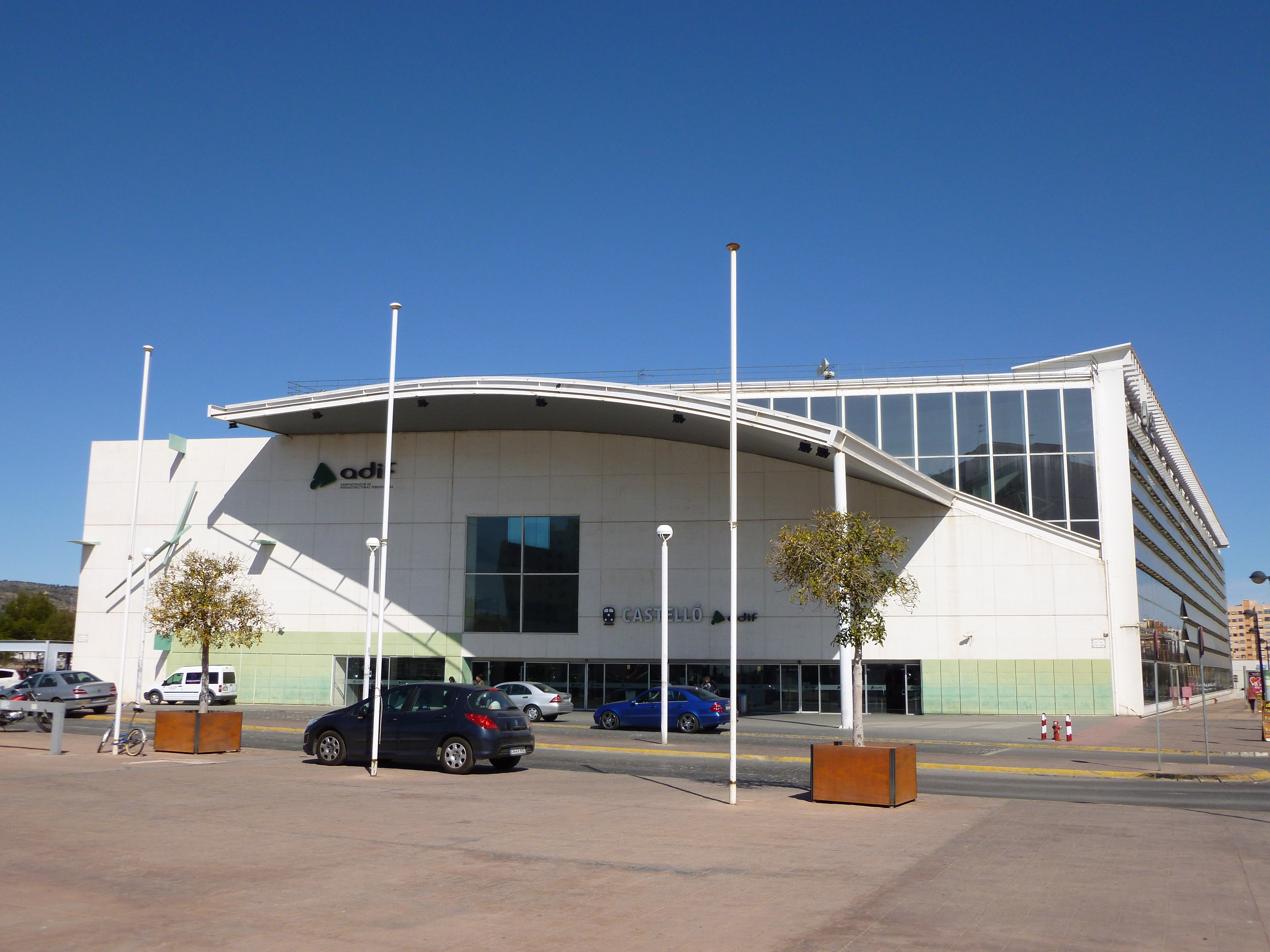
Exterior del edificio de la estación

La estación se encuentra en la calle del Pintor Oliet n.º 2. Consta de tres niveles (0, -1 y -2). El primer nivel contiene las taquillas, tiendas y cafetería, el segundo es el distribuidor de andenes, y el tercero sirve de ubicación a los tres andenes a los que acceden 6 vías.
Junto a la estación de ferrocarril se encuentra la estación de autobuses, con líneas que conectan con municipios de la provincia o bien con líneas de largo recorrido.

## Servicios ferroviarios

### Alta Velocidad y Larga Distancia
Castellón cuenta con tres Circulaciones AVE que la conectan con Madrid y una de ellas llega hasta Castilla y León y Asturias, esta última en fin de semana y periodo estival se prolonga hasta Oropesa del Mar y Vinaroz. 
Otros destinos son Barcelona, Valencia, Alicante, Sevilla, Cádiz, Lorca, Murcia o Cartagena.

### Media Distancia
Los servicios de Media Distancia de Renfe Operadora tienen como destinos más relevantes: Barcelona, Valencia, Tarragona, y Tortosa.

### Cercanías
La estación tiene parada de trenes de la línea C-6 de Cercanías Valencia, siendo la terminal de la mayoría de los trenes, aunque que desde el 12 de noviembre de 2018, un total de 8 trenes circulando como tren Regional ampliaban el recorrido hasta Vinaroz. La frecuencia de paso es 20 min en hora punta los días laborables y de una hora los fines de semana y festivos.
| procedencia/destino | < estación | Línea | Línea | estación > | destino/procedencia |
| ------------------- | ---------- | ----- | ----- | ---------- | ------------------- |
| Valencia-Norte      | Almazora   |       |       | Benicasim  | Vinaroz             |

## Conexiones
Dispone de conexiones con la red de autobuses urbanos e interurbanos de la ciudad. Además de con la Línea I del TRAM de Castellón y la Línea 9 de los autobuses urbanos de la ciudad.